# Vision Montréal
Vision Montréal est un ancien parti politique montréalais fondé en 1994 par Pierre Bourque.
Le parti a dirigé les affaires de la métropole québécoise de 1994 à 2001, avant de former l'opposition officielle au conseil municipal de Montréal entre 2002 et 2013.

## Historique
Vision Montréal est créé en 1994 afin de soutenir la candidature de Pierre Bourque à l'élection municipale montréalaise qu'il remporte le 6 novembre 1994 de la même année.
Lors des élections municipales de 1998, Pierre Bourque est réélu pour un second mandat consécutif, et Vision Montréal, obtient de nouveau un nombre majoritaire de sièges au conseil municipal.
En janvier 2000, Pierre Bourque et son équipe proposent au gouvernement du Québec le projet « une île, une ville » qui vise à fusionner les municipalités de l'île de Montréal. Le gouvernement du Québec allant de l'avant avec le projet, l'ensemble des municipalités de l'île de Montréal sont fusionnées avec la ville de Montréal. La première élection de la nouvelle ville fusionnée a lieu le 1er novembre 2001. Bien que Pierre Bourque reçoive une majorité de voix parmi l'ancienne ville de Montréal, son opposant, Gérald Tremblay récolte la majorité des voix sur l'ensemble de la ville et son parti, Union Montréal récolte 40 sièges, tandis que Vision Montréal obtient 31 sièges au conseil municipal et devient l'opposition officielle à l'hôtel de ville.
Pierre Bourque se représentera une autre fois, sans succès, contre Gérald Tremblay lors de l'élection de 2005. Vision Montréal n'obtient que 14 sièges, un net recul, mais il forme toujours l'opposition officielle.
Le 4 mai 2006, quelques mois après une seconde défaite électorale, Pierre Bourque annonce son départ de la politique municipale et est remplacé par François Purcell comme chef de Vision Montréal, cependant que Noushig Eloyan est nommée cheffe de l'opposition officielle de la Ville de Montréal.
Le 29 juin 2009, le congrès du parti approuve la nomination de Louise Harel comme candidate à la mairie et cheffe du parti.
Le 1er novembre suivant, elle arrive deuxième à l'élection municipale. Vision Montréal fait élire 19 candidats et devient l'opposition officielle de la Ville de Montréal.
À la suite de nombreuses allégations de corruptions de son adversaire, Union Montréal, le maire Gérald Tremblay démissionne en novembre 2012. Vision Montréal fait alors partie d'une coalition aidée de Projet Montréal et de nombreux indépendants pour former une administration non partisane gérée par Michael Applebaum, puis Laurent Blanchard.
En 2013, faisant suite à la candidature de leur adversaire Denis Coderre et de la création de son parti politique Équipe Denis Coderre pour Montréal, La cheffe, Louise Harel, cède sa place à Marcel Côté, qui est alors soutenu par un nouveau parti appelé Coalition Montréal.
Le 7 avril 2014, le parti est officiellement dissous,.

## Direction

### Chefs
| 1994 - 2006 | Pierre Bourque   |
| 2006 - 2008 | François Purcell |
| 2008 - 2009 | Benoit Labonté   |
| 2009 - 2013 | Louise Harel     |

## Résultats électoraux
|        |  |
| 46,6 % |  |
|        |  |

|         |          |
| 38 / 51 | (74,5 %) |
|         |          |

|         |  |
| 45,52 % |  |
|         |  |

|         |          |
| 39 / 51 | (76,5 %) |
|         |          |

|         |  |
| 45,14 % |  |
|         |  |

|         |          |
| 31 / 74 | (41,9 %) |
|         |          |

|         |  |
| 36,32 % |  |
|         |  |

|         |          |
| 14 / 65 | (21,5 %) |
|         |          |

|         |  |
| 32,73 % |  |
|         |  |

|         |          |
| 16 / 65 | (24,6 %) |
|         |          |